# Anna T. Jeanes

Anna Thomas Jeanes um 1896

Anna Thomas Jeanes (* 7. April 1822 in Philadelphia, Pennsylvania; † 24. September 1907 in Germantown, Philadelphia, Pennsylvania) war eine US-amerikanische Schriftstellerin und Philanthropin, die besonders durch die Stiftung des Negro Rural School Fund bekannt wurde.

## Biografie
Anna Jeanes entstammte einer Quäker-Familie und war das Jüngste von zehn Kindern eines wohlhabenden Textilkaufmanns, der außerdem mehrere Kohlebergwerke besaß. Da aller ihre Geschwister kinderlos waren, fiel nach dem Tode ihrer Eltern und ihres letzten Bruders das gesamte Familienvermögen in ihre Hände.
Sie begann unmittelbar mit der Verwendung dieses Vermögens für gemeinnützige Zwecke und stiftete zunächst mehrere hunderttausend US-Dollars für lokale Schulen und ein Altenheim in Philadelphia, ehe sie eine Ein-Million-US-Dollar-Stiftung ($1 Million) zu Bildungszwecken gründete. Dadurch warb sie afroamerikanische Lehrer und reisende Aufsichtspersonen (Jeanes Supervisors) für lokale Schulen an und gründete Schulen für Afroamerikaner. Dabei handelte es sich um die größte Einzelstiftung für öffentliche Bildung in der Geschichte der Vereinigten Staaten zu dieser Zeit. Neben Booker T. Washington gehörte auch US-Präsident William Howard Taft dem Aufsichtsrat des „Jeanes Fund“ von 1908 bis zu seinem Tod 1930 an.
Im April 1905 übersandte sie George Foster Peabody, dem Schatzmeister des von John D. Rockefeller 1903 gegründeten „General Education Board“, einen Scheck über $200,000 zur Unterstützung der Gründung von Schulen für Neger in ländlichen Gebieten. Kurz vor ihrem Tod übertrug sie die Treuhand über diesen Negro Rural School Fund, der später in Anna T. Jeanes Foundation umbenannt wurde, an Hollis Frissell und Booker T. Washington. Auch nach ihrem Tod erfolgten Ausgaben für die sogenannten Jeanes Teachers, die die Südstaaten bereisten, um afroamerikanischen Schülern und Studenten bei Schulbildung und Studium zu unterstützen. 1937 schloss sich die Stiftung mit mehreren anderen Wohltätigkeitsorganisationen zur Southern Education Foundation zusammen, die die Förderung der Bildung für Arme und Benachteiligte weiter betrieb.
Anna T. Jeanes verachtete American Football und sagte über den Sport „Es müssen gottlose Männer sein, die Krieg nachahmen, wenn Frieden ist“. In ihrem Testament vermachte sie die Bergwerke der Familie mit einem damaligen Wert von einer Million US-Dollars an das Swarthmore College mit der Auflage, dass diese ihr Football-Programm einstellen müssten. Diese Auflage wurde vom Swarthmore College angenommen. Darüber hinaus wurde mit Geldern der Stiftung das 1928 errichtete Jeanes Hospital in Philadelphia errichtet.
The Religious Society of friends in Philadelphia verwalten noch heute die Zinserträge der Stiftungen für Wohn- und Altersheime der Quäker.

## Werke
- The Sacrificer and Non-Sacrificer. Verlag: Porter & Coates, Philadelphia, 1886.
- Fancy's Flight 1905 – eine Anthologie, posthum veröffentlicht